# La Chapelle-aux-Chasses
La Chapelle-aux-Chasses – miejscowość i gmina we Francji, w regionie Owernia-Rodan-Alpy, w departamencie Allier.

## Demografia
Według danych na rok 1990 gminę zamieszkiwało 250 osób, a gęstość zaludnienia wynosiła 10 osób/km². W styczniu 2015 r. La Chapelle-aux-Chasses zamieszkiwało 211 osób, przy gęstości zaludnienia wynoszącej 8,1 osób/km².